# Comitato Olimpico Siriano
Il Comitato Olimpico Siriano (noto anche come اللـجنـة الأولـمبية الســـوريــة in arabo) è un'organizzazione sportiva siriana, nata nel 1948 a Damasco, Siria.
Rappresenta questa nazione presso il Comitato Olimpico Internazionale (CIO) dal 1948 ed ha lo scopo di curare l'organizzazione ed il potenziamento dello sport in Siria e, in particolare, la preparazione degli atleti siriani, per consentire loro la partecipazione ai Giochi olimpici. L'associazione è, inoltre, membro del Consiglio Olimpico d'Asia.
L'attuale presidente del comitato è Fayssal Al Bassri, mentre la carica di segretario generale è occupata da Nour El Houda Karfoul.